# Kloster Gorheim

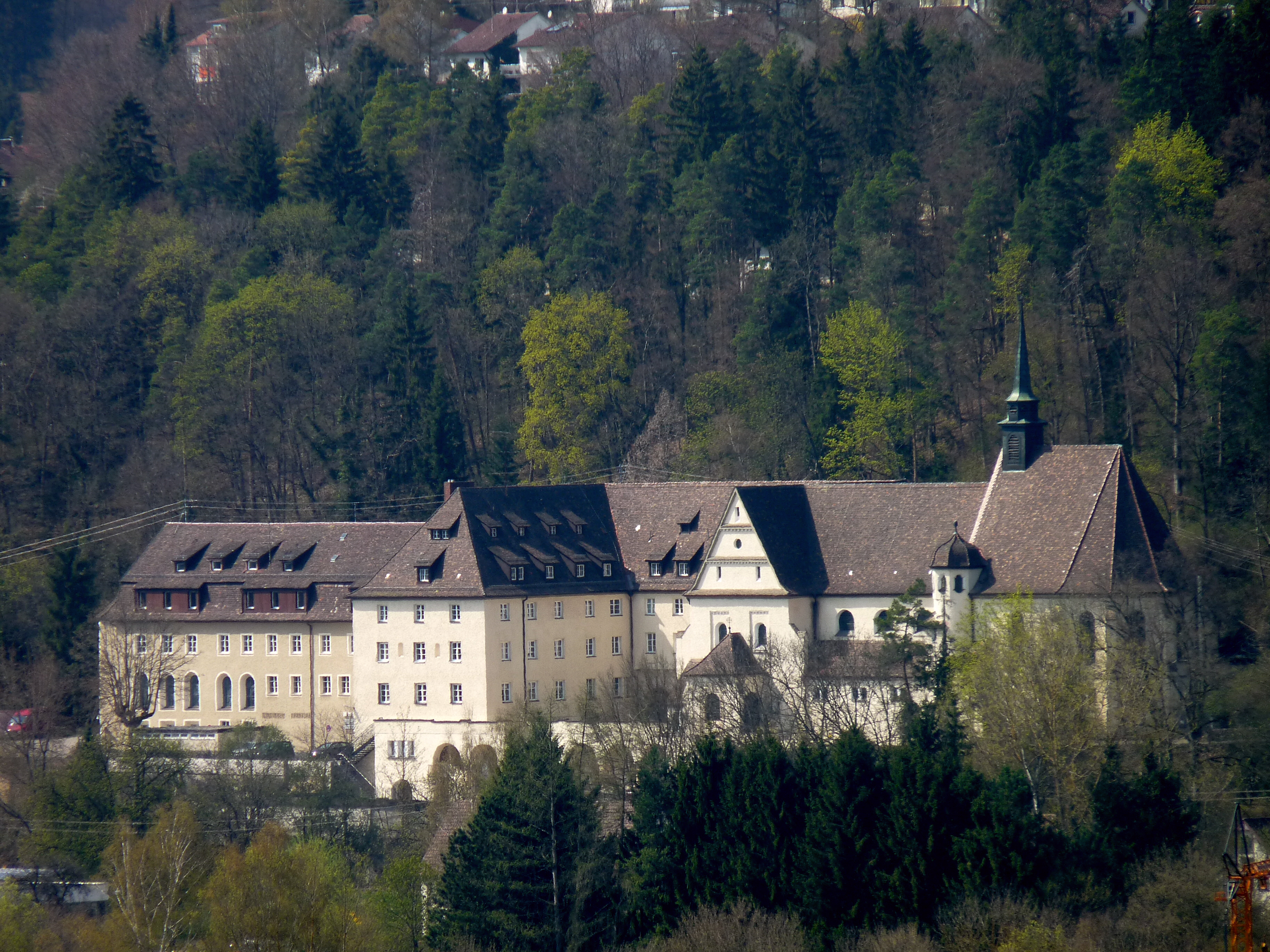
Das Kloster Gorheim (2009)

Das Kloster Gorheim ist ein ehemaliges Kloster der Franziskaner-Terziarinnen, später der Franziskaner  in Gorheim, einem Stadtteil von Sigmaringen in Baden-Württemberg.

## Geschichte

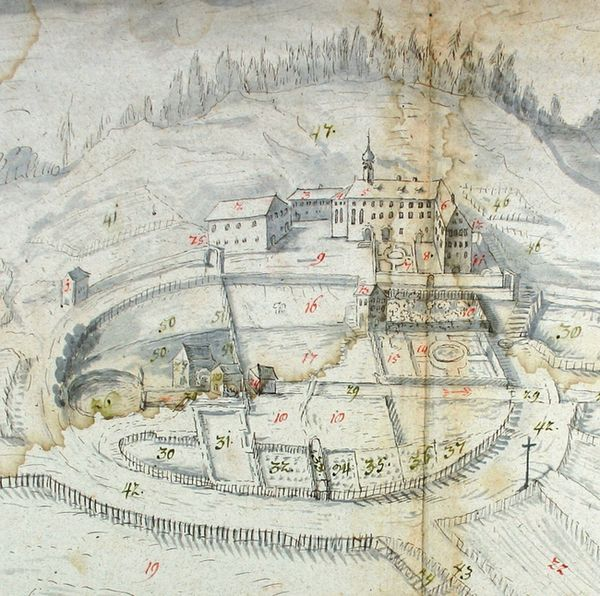
Kloster Gorheim (Ansicht um 1769)

Die Klostergründung datiert in das Jahr 1347. Die Ordensregel war zwischen 1347 und dem 15. Jahrhundert die einer Schwesternsammlung, vom 15. Jahrhundert bis zur Aufhebung infolge der habsburgischen Politik gegenüber dem Fürstentum Hohenzollern-Sigmaringen im Jahr 1782 lebten dort Franziskaner-Terziarinnen.
Das hohenzollernsche Kloster Gorheim, das formell als Lehen Österreichs galt, war infolgedessen nach österreichischer Auffassung der habsburgischen Landesherrschaft unterstellt. Die Aufhebung von Gorheim wurde vom österreichischen Kommissar Sebastian Biermann, Oberamtmann von Stockach, gemäß dem Aufhebungsdekret Kaiser Josephs II. vom 12. Januar 1782 durchgeführt. Der Besitz wurde eingezogen und die Einkünfte dem österreichischen Religionsfonds zugewiesen. Daraus sollten die Pensionen der Klosterfrauen bezahlt werden. Unter dem Namen Institut Gorheim bot das Kloster jetzt ehemaligen Nonnen aus verschiedenen aufgehobenen Klöstern Aufnahme. Die Bibliotheksbestände wurden der Universität Freiburg übergeben.
Als das Fürstentum Hohenzollern-Sigmaringen 1806 die volle Souveränität erhielt, fielen die Gebäude an Hohenzollern-Sigmaringen. Sie dienten zeitweilig als Erziehungsanstalt für Mädchen, als Waffendepot und als Kaserne. Gorheim gehörte dem Bistum Konstanz an, bis es im Jahr 1821 Freiburg zugesprochen wurde. Eine Neubegründung des klösterlichen Lebens erfolgte 1852, als Gorheim den Jesuiten zur Nutznießung überlassen wurde. Die Jesuitenniederlassung blieb bis zum Jahr 1872. Im Jahr 1892 wurde Gorheim den Franziskaner-Rekollekten der Thüringischen Franziskanerprovinz aus Fulda überlassen, die sich in der Zeit in einem Aufschwung befand. 1894 richtete die Ordensprovinz in Gorheim eine theologische Hochschule zur Ausbildung des Ordensnachwuchses ein, 1911 wurde eine neue Klosterkirche gebaut. Die Hochschule wurde 1967 zugunsten eines gemeinsamen Studiums der deutschen Franziskaner wieder aufgehoben. 2000 verließen die Franziskaner das Kloster.
Die Pfarrei Herz Jesu in Gorheim und die Religionspädagogische Medienstelle der Erzdiözese Freiburg waren bereits im Gebäude. Das Dekanat Sigmaringen-Meßkirch, die Verrechnungsstelle für die Kirchengemeinden und die Außenstelle des Erzbischöflichen Archivs sind seit 2009 neu im Komplex. Seit 1979 bereits existiert das Bildungszentrum, heute in Trägerschaft der Erzdiözese.

## Klosteranlage
Die Klosteranlage Gorheim wurde im 20. Jahrhundert umgebaut und erweitert. 1916 erhielt das Kloster Gorheim einen Gasanschluss. Der Eigentümer des Gebäudes, der Allgemeine Katholische Kirchenfonds Hohenzollerns, hat 2009 eine Grundsanierung vorgenommen.
Der Altar in der Herz-Jesu-Kirche, der Klosterkirche von Gorheim, zeigt eine Skulpturengruppe, die in der Werkstatt Marmon gefertigt wurde. In der Herz-Jesu-Kirche befinden sich ein Herz-Jesu-Altar, ein Josefsaltar sowie eine Skulptur der Schmerzensmutter. Oberhalb des Klosters liegt ein Marienaltar im Wald.